# 响尾蛇笋螺
响尾蛇笋螺（学名：Terebra arabella），是新腹足目笋螺科笋螺属的一种。主要分布于台湾，常栖息在浅海砂底。